# Affenmesserkampf
Affenmesserkampf ist eine 2007 gegründete deutschsprachige Punkband aus Kiel.

## Bandgeschichte
Affenmesserkampf wurde 2007 von Johannes Baumann, dem Sänger der Post-Hardcore-Band Tackleberry, in Kiel gegründet. Ebenfalls zur Gründungsbesetzung zählt Gitarrist Torben Sjuts, der zuvor bei der Band Diane Parker’s Little Accidents aktiv gewesen war.  Nach einem kurzen Versuch in englischer Sprache schwenkte man auf deutsche Texte um. 2008 erschien das erste, selbstbetitelte Demo. 2009 folgte das Debütalbum Seine Freunde kann man sich nicht aussuchen über That Lux Good Records. Das Album erhielt eine wohlwollende Kritik in der Musikzeitschrift Intro und erregte Aufmerksamkeit durch die biedere Inszenierung der Band auf dem Plattencover, zu der Linus Volkmann in seiner Kolumne „Welche Bands Punk kaputt gemacht haben“ schrieb: „Im Tennislehrer-Look ist diese Gruppe aus Kiel eine Macht – allerdings habe ich sie dann doch mal in echt gesehen. Das sind ja doch bloß tätowierte Wilde mit kurzen Hosen und einem VW-Bus. Bittere Enttäuschung.“ Die Debüt-LP war bereits nach kurzer Zeit ausverkauft und wurde erst 2017 von Black Cat Tapes als MC neu aufgelegt. Nachdem Nico Eckert Affenmesserkampf 2010 verlassen hatte, stieß Leif Altenburg von The Bad Days als neuer Gitarrist zur Band.
2013 wechselten Affenmesserkampf zum Label Narshardaa Records, über das ihr zweites Album doch sowie eine Split-EP mit Robinson Krause erschien.
2017 folgte das dritte Album Clowns in Wut – ein deutsches Herz hat aufgehört zu schlagen IV über Gunner Records. Während die ersten Veröffentlichungen ausschließlich auf Vinyl und als Download veröffentlicht wurden, ist Clowns in Wut auch auf CD erhältlich. Das Album ist wesentlich politischer gehalten als die vorherigen Veröffentlichungen. Auf dem Cover, im Booklet sowie im Song 1992 wird auf das bekannte Foto von Harald Ewert mit feuchter Jogginghose Bezug genommen, das in den 1990ern am Rande der Ausschreitungen von Rostock-Lichtenhagen aufgenommen wurde.

## Musikstil
Affenmesserkampf spielen deutschsprachigen Punkrock mit starken Hardcore-Punk-Einflüssen. Ihre Texte sind gesellschaftskritisch und neigen zu Zynismus und Ironie. Lyrisch erinnern Affenmesserkampf dabei an Vorbilder wie Slime, Muff Potter und Turbostaat sowie an ähnliche Bands wie Abfukk und Mülheim Asozial, auf die nicht nur in einschlägigen Reviews, sondern auch im Promotionsmaterial Bezug genommen wird.

## Diskografie
Alben
- 2009: Seine Freunde kann man sich nicht aussuchen (LP, That Lux Good Records)
- 2013: doch (LP, Narshardaa Records)
- 2017: Clowns in Wut – Ein deutsches Herz hat aufgehört zu schlagen IV (CD/LP, Gunner Records)
- 2024: Förde Runs Red (LP, Gunner Records)

Sonstige Veröffentlichungen
- 2008: Affenmesserkampf (Demo)
- 2011: Samplerbeitrag zu Buschmesser, Äxte, alles (Rotten Sprotten Entertainment)
- 2013: Split-EP mit Robinson Krause (Narshardaa Records)
- 2017: Seine Freunde kann man sich nicht aussuchen (MC, Black Cat Tapes)
- 2017: doch (MC, Black Cat Tapes)
- 2018: Seine Freunde kann man sich nicht aussuchen + Demo (LP, Twisted Chords Records)
- 2024: Förde Runs Red (MC, Black Cat Tapes)